# Caminho
Caminho (port. droga) – album muzyczny Doroty Miśkiewicz, wydany 19 września 2008 w formie digipacku. W jego nagraniu uczestniczył m.in. Guello (perkusjonista z São Paulo) a na płycie pojawiły się klimatyczne rytmy brazylijskie, w tym samba i bossa nova. W nagraniu albumu brał także udział polski pianista Marcin Wasilewski oraz gitarzysta (a jednocześnie współkompozytor i współproducent płyty) Marek Napiórkowski. Dorota Miśkiewicz nagrała na płycie dwa duety wokalne – z Grzegorzem Markowskim i Grzegorzem Turnauem. Z albumu pochodzą 4 single. Płyta zadebiutowała 22 września 2008 na liście OLIS na miejscu 13.
5 maja 2010 roku wydawnictwo uzyskało status złotej płyty.

## Lista utworów
1. „Nucę, gwiżdżę sobie” – 3:33
2. „Budzić się i zasypiać (z tobą)” – 4:28
3. „Dwoje różnych” (duet z Grzegorzem Markowskim) – 3:28
4. „Naganaga” – 4:18
5. „Suwalskie bolero” (duet z Grzegorzem Turnauem) – 4:02
6. „Chodzę po domu i tęsknię” – 4:40
7. „Magda, proszę” – 3:24
8. „Tam, gdzie mrok” – 4:04
9. „Jeśli chcesz spokojnie życie przejść” – 3:05
10. „Dla nikogo” – 4:17
11. „Caminho” – 4:23

## Twórcy[3]
- Produkcja muzyczna: Dorota Miśkiewicz, Marek Napiórkowski, Tomasz Kałwak
- Muzyka: Dorota Miśkiewicz, Marek Napiórkowski, Karolina Kozak
- Słowa piosenek: Dorota Miśkiewicz, Michał Rusinek, Grzegorz Turnau, Karolina Kozak
- Produkcja wokali: Piotr Siejka
- Miks: Rafał Smoleń - Sound and More
- Mastering: Jacek Gawłowski - Master Lab